# A.S.D. Sanluri Calcio
Associazione Sportiva Dilettantistica Sanluri Calcio là một câu lạc bộ bóng đá Ý, có trụ sở tại Sanluri, Sardinia.
Câu lạc bộ được thành lập vào năm 2003.
Sanluri trong mùa 2010-11, từ Serie D nhóm G xuống hạng, trong trận play- off, đến Eccellenza Sardinia.
Màu sắc của đội là đỏ và trắng.